# Maginotova linie

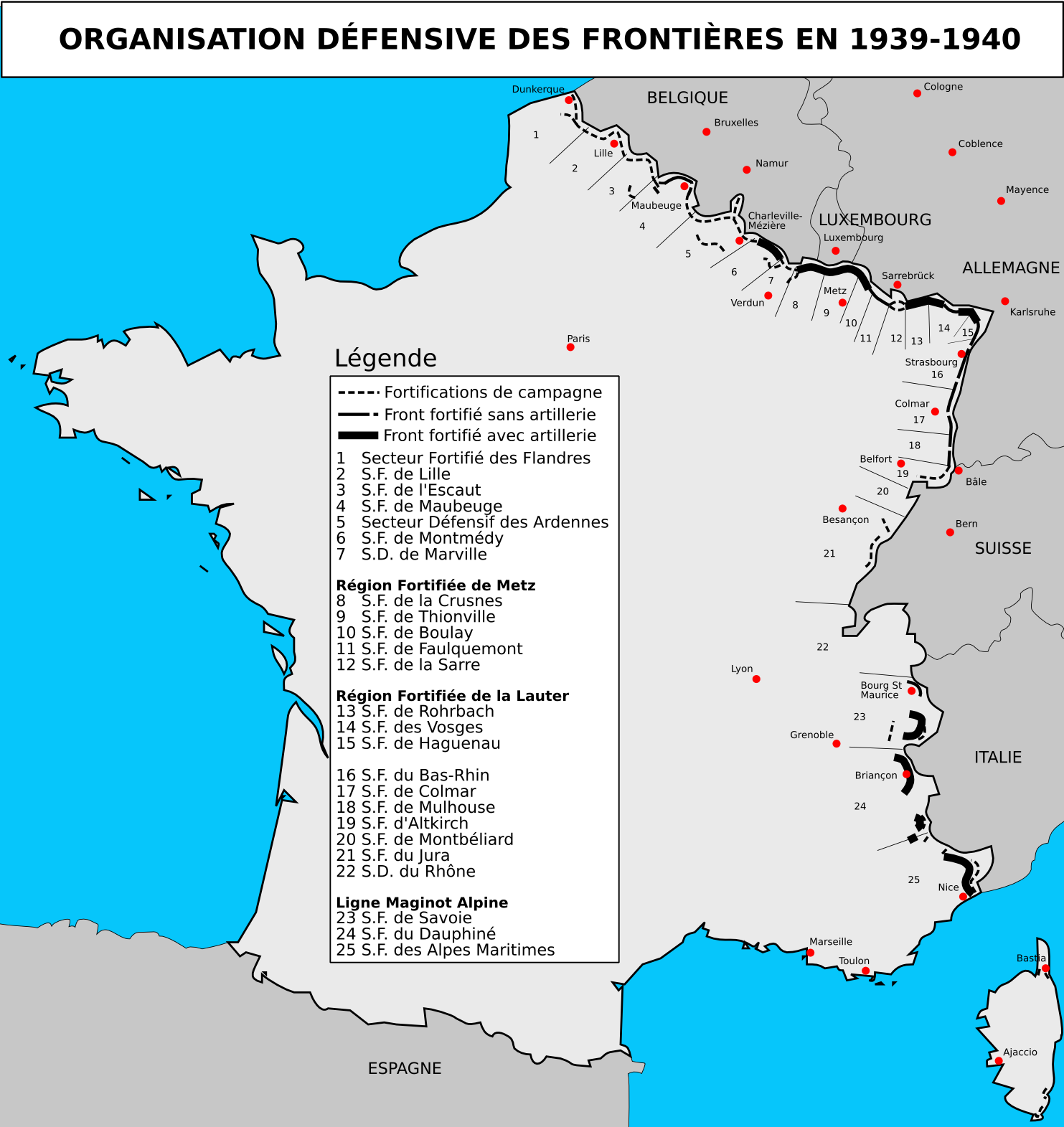
Schéma Maginotovy linie: silnou čarou jsou označeny úseky s dělostřeleckými tvrzemi, slabou bez dělostřeleckých tvrzí a přerušovanou úseky s lehkým opevněním.

Maginotova linie je pevnostní systém, vybudovaný Francií v letech 1929–1940. Linie, pojmenovaná podle André Maginota, ministra války v letech 1929–1932, který prosadil její financování, chránila hranice s Belgií, Lucemburskem, Německem, Švýcarskem a Itálií a také některé oblasti ostrova Korsika ve Středozemním moři. Opevnění na sever od Švýcarska jsou označována jako Severovýchodní Maginotova linie, opevnění na jih od Švýcarska jako Jižní nebo také Alpská Maginotova linie. Potenciálně nepřátelskými státy bylo pouze Německo a Itálie, kde byla opevnění nejsilnější, u hranic se zbývajícími státy však hrozil německý útok přes jejich území. Výstavba opevnění byla motivována především zkušenostmi z první světové války, kdy pevnostní objekty, umístěné ve strategicky důležitých místech, prokázaly svůj velký význam. Oproti původním plánům však byly některé úseky vybudovány ve výrazně skromnější podobě, především pokud jde o jejich vybavení dělostřelectvem, což se negativně projevilo při bojích v roce 1940. Maginotova linie byla vzorem pro některé další pevnostní systémy, především pro československé opevnění a Rupnikovu linii a v menší míře polské opevnění. V dobovém tisku byla prezentována jako nedobytná, což vyvolávalo mylný dojem, že by měla ubránit hranice bez pomoci dalších složek armády.

## Organizace výstavby
Nejdůležitější objekty byly budovány pod vedením Komise pro organizaci pevnostních sektorů (CORF) a jednalo se především o tvrze a samostatné těžké objekty. Činnost CORF na severovýchodě byla ukončena v roce 1935, avšak v obtížném terénu Alp pokračovala až do vypuknutí druhé světové války. Celkem CORF vybudovala nebo rozestavěla více než 100 tvrzí, přes 340 kasemat (pěchotních srubů) a další těžké objekty, vyzbrojené výhradně speciálními pevnostními zbraněmi. Od roku 1936 pokračovala výstavba pod vedením Ženijní technické sekce (STG). Tato organizace disponovala omezeným rozpočtem, přesto však stavěla relativně solidní objekty, byť většinou vyzbrojené zastaralými zbraněmi, pro které nebylo jiné využití. V téže době byla zahájena též výstavba lehkých objektů, kterou prováděly Vojenské pracovní síly (MOM). Tyto malé objekty byly vesměs nepříliš promyšlené a oproti starším opevněním představovaly výrazný krok zpět.

## Struktura Maginotovy linie
Opevnění byla většinou členěna do hloubky. Nejblíže k hranicím se nacházela předsunutá postavení, která měla zbrzdit postup nepřítele. Na severovýchodě se většinou jednalo o nevelké objekty u silnic, v Alpách je obvykle tvořilo několik malých objektů, spojených podzemními chodbami. Za nimi se nacházela hlavní obranná linie, tvořená v ideálním případě řetězem velkých (dělostřeleckých) tvrzí, které se vzájemně kryly palbou. Mezery mezi nimi kryly malé (pěchotní) tvrze a samostatné pěchotní sruby. Všechny objekty propojoval souvislý pás překážek proti tankům a pěchotě. Hlavní linii obrany zesilovalo velké množství malých objektů pro kanóny a kulomety a v důležitých místech také linie těžkých úkrytů, z nichž měla vyrážet pěchota k protiútokům. V týlu se měla nacházet druhá obranná linie, složená z objektů STG, která však byla postavena jen v několika málo úsecích. Organizačně bylo opevnění členěno na pevnostní sektory (SF) a obranné sektory (SD), avšak jejich síla byla velmi rozdílná. Břeh Rýna, považovaného za obtížně překročitelnou překážku, stejně jako některé zaplavitelné nebo hornaté úseky, chránily pouze samostatné objekty bez dělostřelectva. Zvlášť slabé úseky se nacházely na severozápadě u belgických hranic, v pohoří Vogézy a u hranic se Švýcarskem. Silné úseky s dělostřeleckými tvrzemi ležely jen u německých hranic, a to nikoli ve všech místech, u hranic s Lucemburskem a v Alpách. V Alpách však tvrze chránily jen důležité průsmyky a samostatné objekty se zde vyskytovaly v minimálním množství.

## Pevnostní objekty

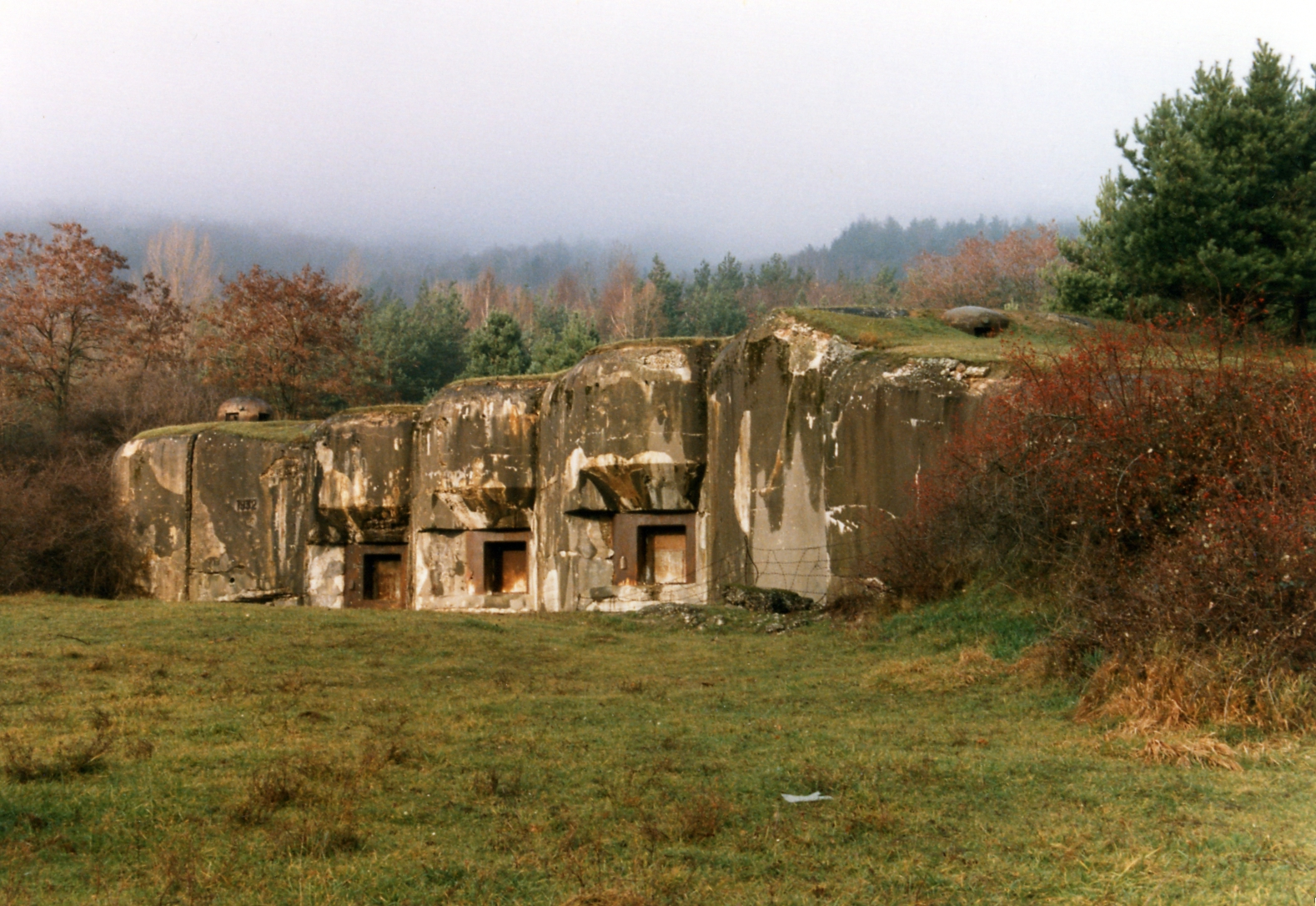
Dělostřelecký srub B3 tvrze Hochwald. Tři rozměrné střílny byly vyzbrojeny kanóny ráže 75 mm, na stropnici jsou vidět pancéřové zvony.

Konstrukce pevnostních objektů vycházela ze zkušeností první světové války a jejich základním principem bylo použití bočních paleb a jejich vzájemná ochrana. Boční palby sice omezovaly možnost působení proti blížícímu se nepříteli, avšak vylučovalo to jejich vyřazení palbou z dálky, což byla zásadní výhoda. Základním prvkem byly těžké objekty, velmi masivní a kompaktní stavby ze železobetonu o síle stěn až 3,5 metru, vyzbrojené kulomety, protitankovými kanóny, minomety, kanóny a houfnicemi, zásadně chráněnými speciálními pancéřovými střílnami, zvony a věžemi. Podstatná část těžkých objektů byla součástí tvrzí. V takovém případě byly spojeny šachtami s podzemními chodbami v hloubce nejméně 20 metrů. V podzemí se nacházela také veškerá potřebná infrastruktura, jako kasárna, ošetřovny, kuchyně, elektrárny a sklady munice. Přístup do podzemí a dopravu zásob umožňovaly vchodové objekty, umístěné v týlu, kde nehrozilo jejich přímé napadení. Bojové objekty se podle výzbroje rozlišovaly na pěchotní, sloužící pro obranu určitého úseku proti pěchotě a obrněným vozidlům a dělostřelecké, ukrývající děla ve střílnách či pancéřových věžích pro daleké palby. Dělostřelecké objekty se až na výjimky vyskytovaly pouze v sestavě velkých (dělostřeleckých) tvrzí. Důležitým typem objektů byly samostatné kasematy (pěchotní sruby), velké, obvykle dvoupatrové objekty, které nebyly součástí tvrzí a měly za úkol bránit mezery mezi tvrzemi nebo celé úseky, kde se tvrze nevyskytovaly. Dalšími typy objektů, které se vyskytovaly mimo sestavu tvrzí, byly především úkryty a pozorovatelny. Objekty STG a MOM plnily podobné úkoly, byly však menší a jednodušší.

Příklady pěchotních srubů
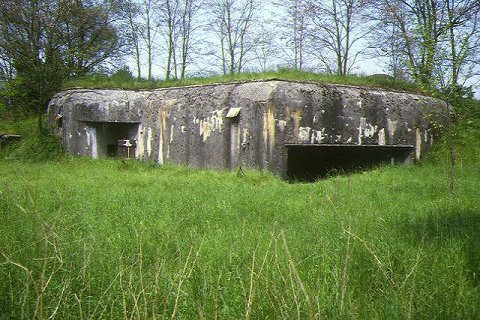
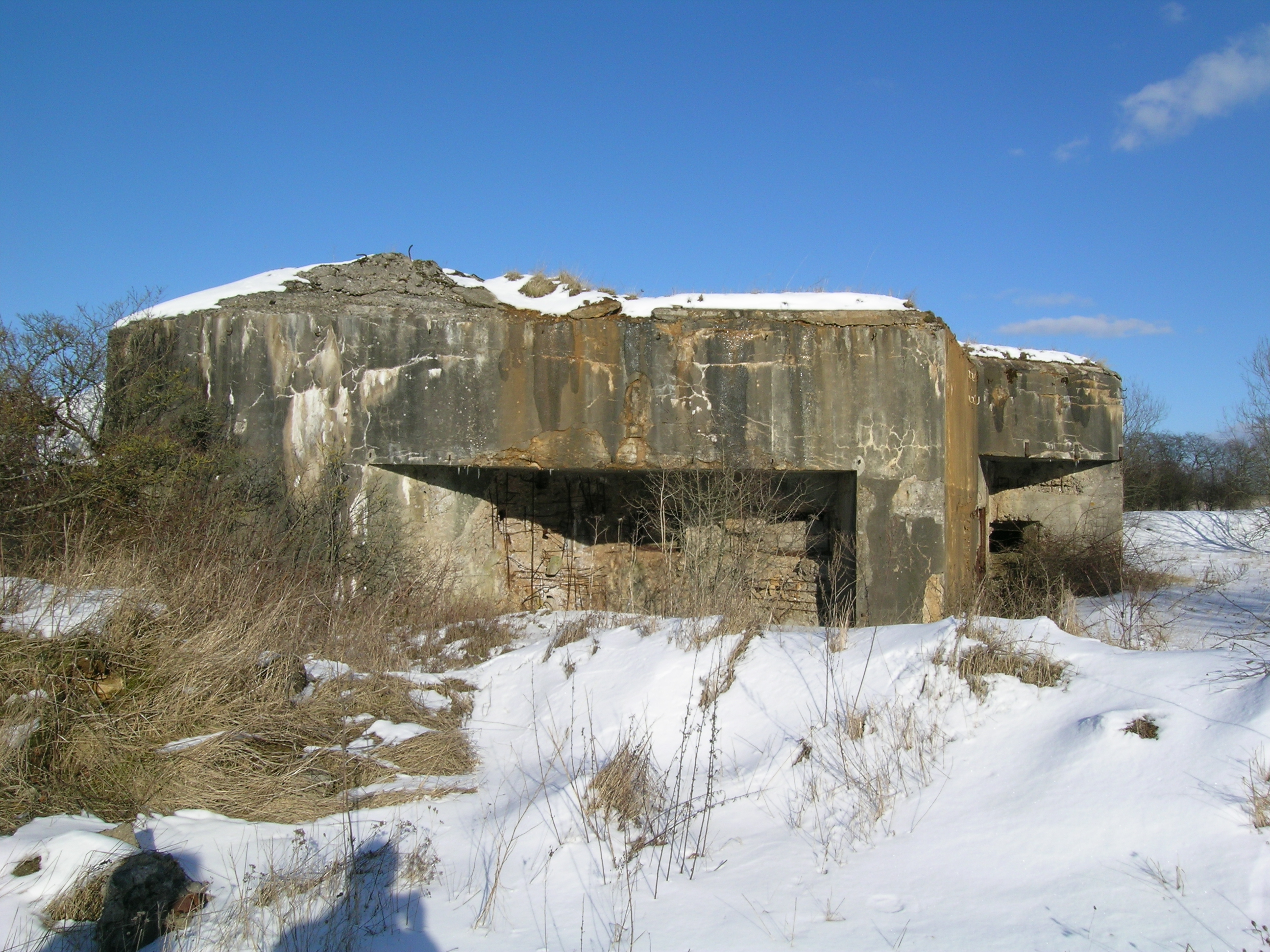
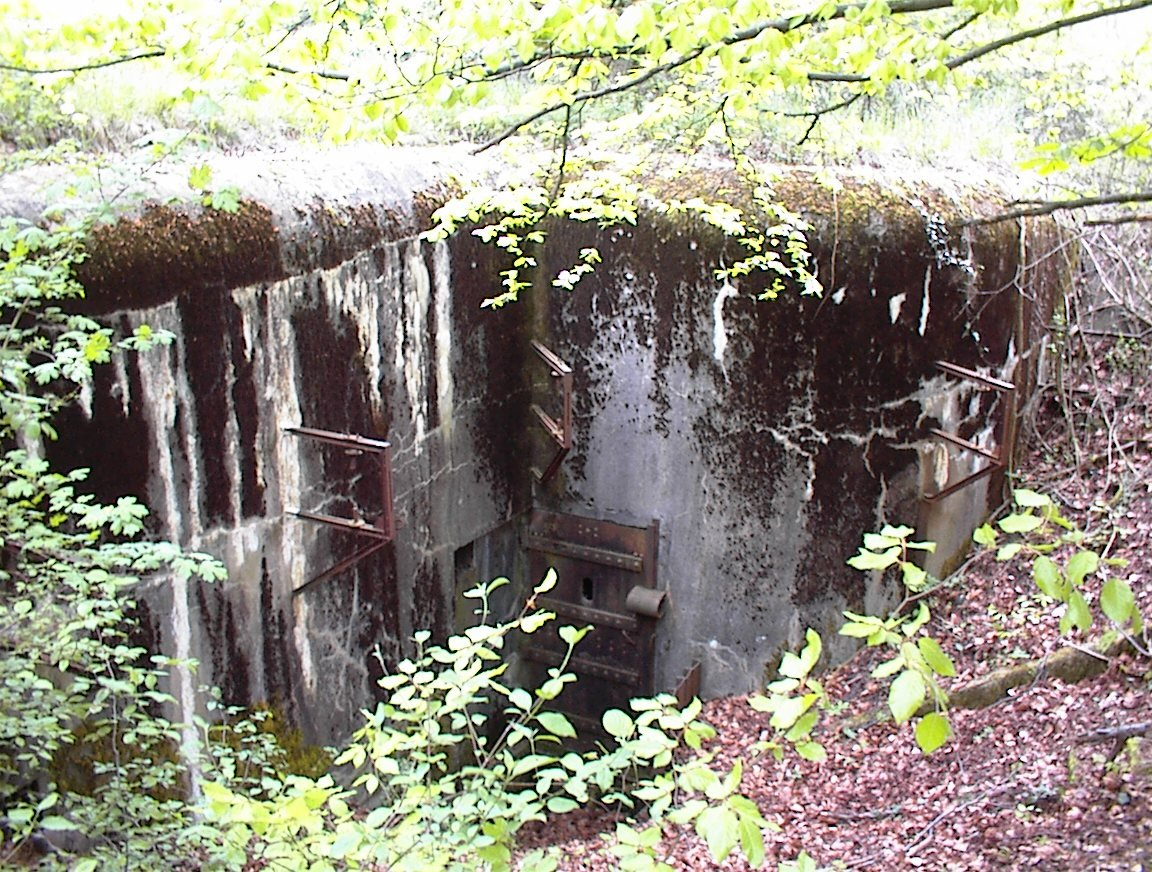

## Výzbroj a vybavení objektů

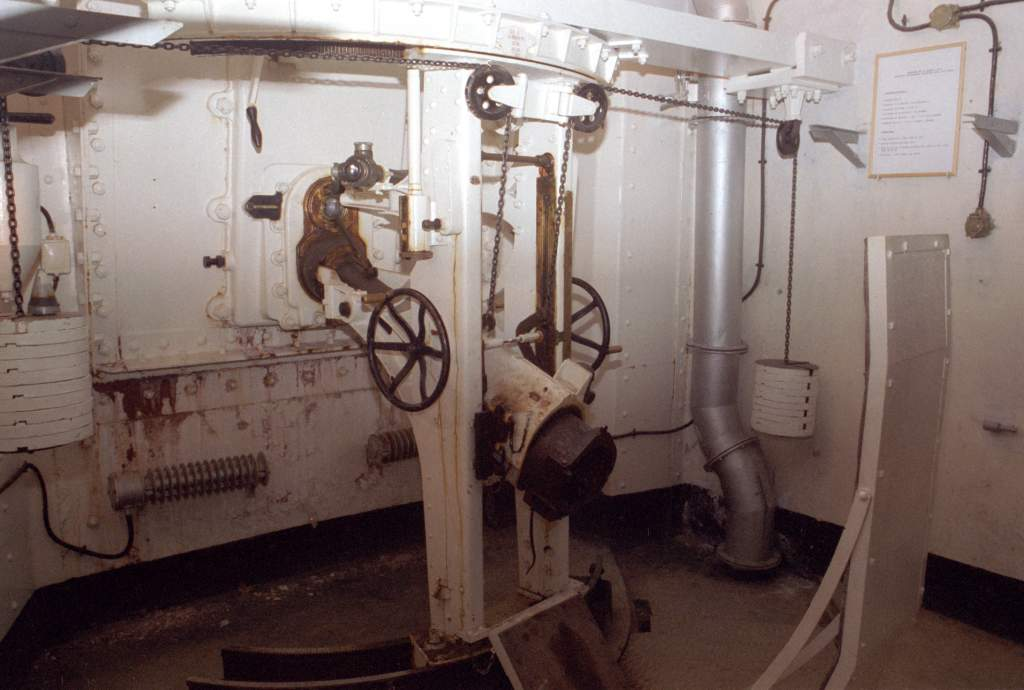
Pevnostní houfnice ráže 75 mm vzor 31 v objektu B2 tvrze Saint Ours Haut v Alpách.

Pokud jde o množství instalované výzbroje a vybavení, neměla Maginotova linie ve světě obdoby. Zbraně pevnostních objektů, budovaných CORF, byly vesměs vyvinuty pro použití v opevnění a od svých běžných polních protějšků se značně odlišovaly. Kulomety i dělostřelecké zbraně byly ve střílnách umístěny na speciálních lafetách, které nevytvářely žádný otvor, jímž by mohla být zbraň nebo jej obsluha ohrožena a zároveň zajišťovaly plynotěsnost objektů. Hlavní zbraní proti pěchotě byly dvojčata těžkých kulometů Reibel, obranu proti tankům zajišťovaly kanóny ráže 25, 36 a 47 mm. Dělostřelectvo disponovalo různými verzemi kanónů a houfnic ráže 75 mm, minomety ráže 81 mm a houfnicemi ráže 135 mm. Velké množství kulometů a pozorovacích stanovišť bylo umístěno v pancéřových zvonech o síle stěn až 30 cm, které vyčnívaly ze stropů objektů. Nejsložitějšími, nejdražšími a nejúčinnějšími systémy byly otočné výsuvné věže, vyzbrojené výše uvedenými typy zbraní, které umožňovaly kruhovou palbu do všech směrů a zároveň dokonale chránily zbraně a obsluhy před jakýmikoli bojovými prostředky nepřítele. Vybavení objektů, především pak tvrzí, bylo velmi dokonalé. Posádka měla zajištěnu elektrickou energii z vlastních generátorů, dostatek pitné vody, komfortní sociální zařízení a filtrování vzduchu v případě útoku bojovými plyny. ve velkých tvrzích zajišťovaly dopravu elektrické úzkorozchodné vlaky. Pevnostní objekty byly propojeny podzemními kabelovými sítěmi a vybaveny radiovým spojením. Informace se sbíhaly v podzemních velitelských stanovištích, odkud byla řízena palba pevnostních zbraní. V méně dokonalých objektech STG a MOM byly používány především staré kulomety a vyřazené námořní kanóny.

## Maginotova linie v boji

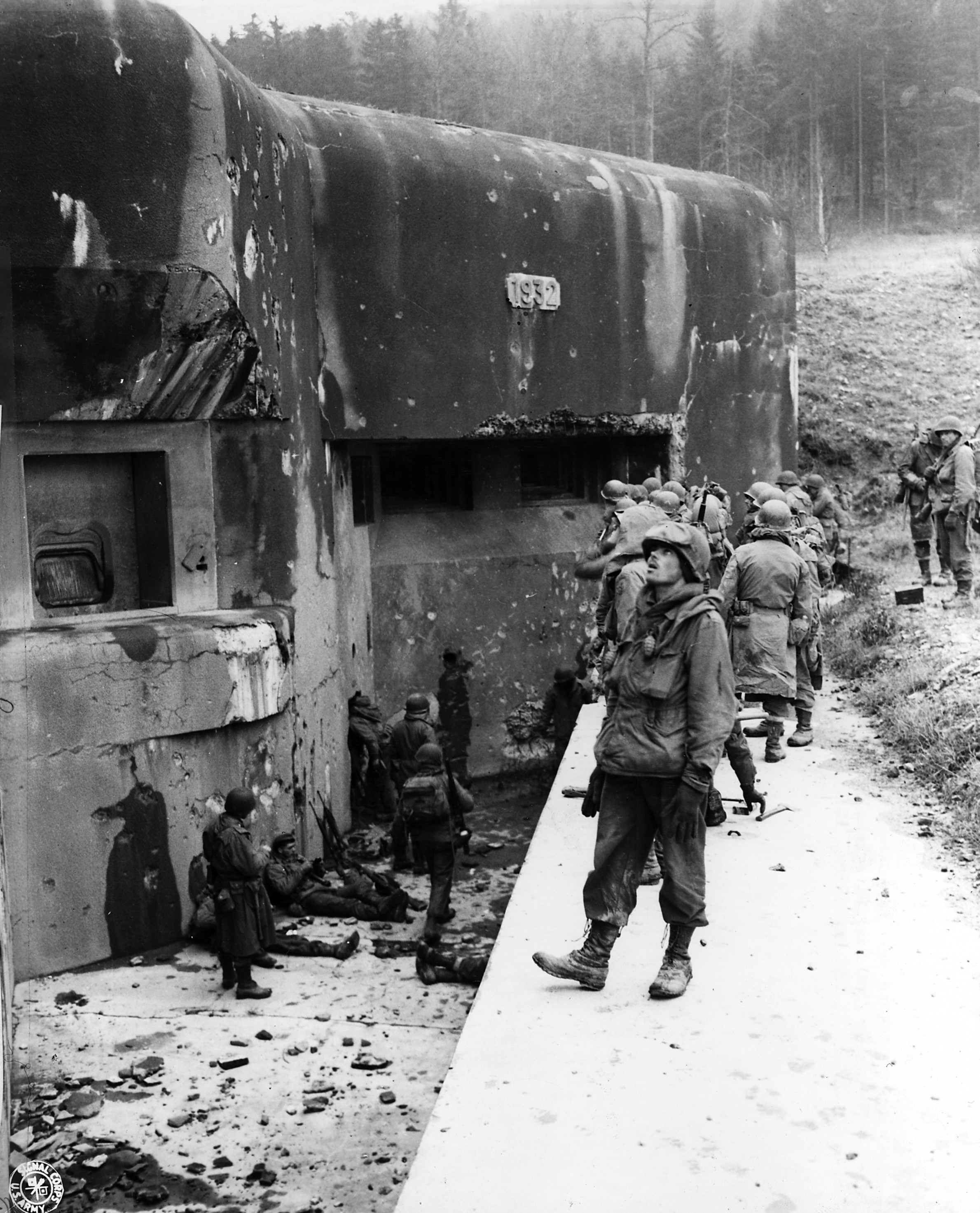
Americké jednotky u dělostřeleckého srubu tvrze Hochwald, o který se v roce 1944 bojovalo.

Úloha Maginotovy linie v bojích s Německem v roce 1940 bývá v literatuře značně zjednodušována a zlehčována. Roli opevnění je totiž nutné posuzovat v kontextu katastrofálního neúspěchu celé francouzské armády, která spolu s dalšími spojenci zdaleka nesplnila očekávání. Němečtí útočníci prošli slabě bráněným pohořím Vogézy, prorazili přes slabou obranu u belgických hranic, čímž odřízli britské a francouzské jednotky na belgickém území a později úspěšně překročili Rýn, jehož účinnou obranu znemožnilo odsunutí francouzských jednotek na sever. Ty úseky Maginotovy linie, které se svým stavem alespoň blížily plánované podobě, bez výjimky obstály. Dělostřelecké tvrze efektivně bránily své úseky proti útokům, ačkoli ty byly vedeny většinou z týlu, tedy ze směru, kde byla jejich obrana slabší a to za situace, kdy byly téměř všechny polní jednotky a posádky menších objektů odsunuty na sever. Přesto všechny silné pevnostní sektory zůstaly v rukou Francouzů až do kapitulace. V Alpách odrazila opevnění bez problémů všechny italské útoky. Použitá technická řešení se plně osvědčila a objekty prokázaly vynikající odolnost proti těžkým dělům a leteckým pumám. Pokud však nebyla linie chráněna dělostřelectvem v důsledku úsporných opatření při jejich výstavbě a odsunu polního dělostřelectva na jiné úseky, stávaly se osamělé objekty snadno obětí přímé palby protitankových a protiletadlových děl, vedené proti střílnám a pancéřovým zvonům.

## Dnešní stav opevnění
Po okupaci Francie prováděli němečtí okupanti na opevnění různé zkoušky, přičemž jich část poškodili. Na rozdíl od řady jiných opevnění však neprováděli rozsáhlejší demolice a nedemontovali výzbroj. Na konci druhé světové války opevnění jen sporadicky využili pro obranu proti postupujícím Spojencům. Po válce byly důležité pevnostní objekty opraveny a zařazeny do plánovaných obranných opatření Severoatlantické aliance proti případnému útoku vojsk Varšavské smlouvy. Některé menší tvrze však byly naopak vypleněny obchodníky se šrotem. Po vystoupení francouzských ozbrojených sil z integrovaného velení Severoatlantické aliance v roce 1966 a přesunu těžiště obrany na odstrašování vlastními jadernými zbraněmi ztratila opevnění význam a byla postupně vyklizena. V současné době jsou až na několik výjimek objekty Maginotovy linie buď opuštěné, nebo slouží jako muzea, přičemž mezi nejznámější muzea patří dělostřelecké tvrze Schoenenbourg, Fermont, Hackenberg či Saint Agnes. V opuštěných tvrzích bylo ponecháno prakticky všechno vybavení a v Alpách nezřídka i dělostřelecké zbraně. Maginotova linie je velkým lákadlem pro zájemce o pevnostní architekturu, byť prohlídka opuštěných a poškozených objektů vyžaduje značnou opatrnost. Především Alpský úsek nabízí kromě samotných pevností i velmi atraktivní lokality, neboť většinou volně přístupné tvrze jsou umístěny ve velkých nadmořských výškách, nezřídka nad 2 000 metrů.